# ديون كين
ديون كين (بالإنجليزية: Deon Cain)‏ هو لاعب كرة قدم أمريكية أمريكي، ولد في 9 أغسطس 1996 في تامبا في الولايات المتحدة.

## وصلات خارجية
- ديون كين على موقع مرجع كرة القدم المحترفة.كوم (الإنجليزية)